# Engelburg

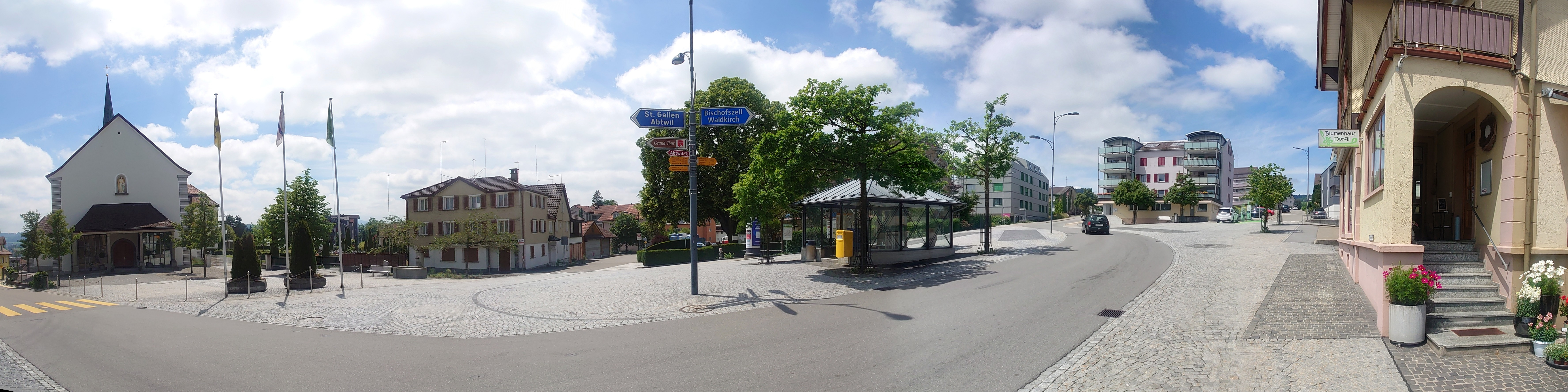
Dorfplatz von Engelburg: Links die Kirche, rechts der Mitte Postautohaltestelle

Engelburg ist eine Schweizer Ortschaft im Kanton St. Gallen zwischen dem Tannenberg und der Sitter gelegen. Zusammen mit Abtwil und St. Josefen bildet Engelburg die politische Gemeinde Gaiserwald.

## Geschichte

Luftbild von Walter Mittelholzer aus dem Jahr 1923

Vom Mittelalter bis ins 18. Jahrhundert gab es in diesem Waldgebiet «hinter dem Tobel» nur vereinzelte Höfe und Weiler, jedoch kein eigentliches Dorf mit Kirche. Weil der Weg vom Schönbüel über das Tobel des Tüfenbachs nach St. Josefen beschwerlich war, wurde 1768 bis 1770 eine eigene Kirche gebaut und den heiligen Schutzengeln geweiht. So kam Engelburg zu seinem Namen. 1768/71 löste sich Engelburg von St. Josefen und bildete 1807 eine eigene Pfarrei.
Bis zur ersten Hälfte des 19. Jahrhunderts waren Obstbau und Viehwirtschaft Haupteinnahmequelle. Danach folgten ein Aufschwung durch die Stickereiindustrie bis nach dem  Ersten Weltkrieg und in neuester Zeit ein Bauboom infolge der Neuzuzüger aus der Stadt St. Gallen.

## Bevölkerung

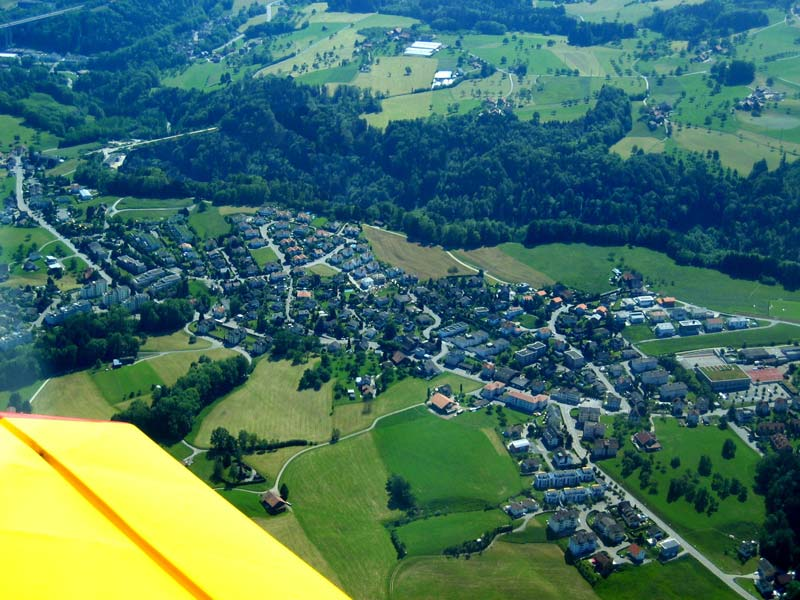
Dorfunterhälfte Richtung Sittertobel

| Jahr      | um 1820 | um 1900 | 1970 | 1990 | 2000 |
| Einwohner | ca. 120 | ca. 400 | 1245 | 2655 | 2809 |

## Verkehr
Die Ortschaft liegt an der Strasse St. Gallen–Engelburg–Hohfirst–Waldkirch. Im öffentlichen Verkehr ist Engelburg mit dem Postauto im 15-Minuten-Takt mit St. Gallen und mit dem Regiobus halbstündlich mit Abtwil–Herisau verbunden. Eine weitere Postautolinie verkehrt über Hohfirst nach Waldkirch.

## Sehenswürdigkeiten
Die Katholische Schutzengelkirche ist in der Liste der Kulturgüter in Gaiserwald aufgeführt.